# 城关镇 (云梦县)
城关镇，是中华人民共和国湖北省孝感市云梦县下辖的一个乡镇级行政单位。文物睡虎地秦简发现于此地。

## 行政区划
城关镇下辖以下地区：
朝阳社区、曲阳社区、云台社区、曙光社区、陈赵社区、建新社区、肖李社区、黄湖社区、幸福社区、太平社区、大周村、西王村、白合村、邱聂村、周田村和蔡陈村。